# Zemský okres Deggendorf
Zemský okres Deggendorf (německy Landkreis Deggendorf) je okres v německé spolkové zemi Bavorsko, ve vládním obvodě Dolní Bavorsko. Okresním městem je Deggendorf.

## Geografie
Okres Deggendorf se nachází na severu a východě Bavorského lesa. Územím okresu protéká řeka Dunaj, která směřuje od severozápadu k jihovýchodu. Jihozápadně od města Deggendorf se do Dunaje vlévá řeka Isar. V oblasti ústí těchto řek se dochovala lužní krajina, která se jižně od Isaru spojuje s Gäuboden, jedním z bavorských zemědělských regionů.
Nejvyšším vrcholem v okrese Deggendorf je Einödriegel v obci Grafling (1120 m n. m.), zatímco nejnižší bod leží v oblasti pustiny Leinau v obci Künzing a činí 303 m n. m.

## Sousední okresy
- Sever: Zemský okres Regen
- Severovýchod: Zemský okres Freyung-Grafenau
- Jihovýchod: Zemský okres Pasov
- Jih: Zemský okres Rottal-Inn
- Jihozápad: Zemský okres Dingolfing-Landau
- Západ: Zemský okres Straubing-Bogen

## Města a obce
| Města | Obce |
| --- | --- |
| 1. Deggendorf 2. Osterhofen 3. Plattling Obce s tržním právem ( Markt ) 1. Hengersberg 2. Metten 3. Schöllnach 4. Winzer | 1. Aholming 2. Auerbach 3. Außernzell 4. Bernried 5. Buchhofen 6. Grafling 7. Grattersdorf 8. Hunding 9. Iggensbach 10. Künzing 11. Lalling 12. Moos 13. Niederalteich 14. Oberpöring 15. Offenberg 16. Otzing 17. Schaufling 18. Stephansposching 19. Wallerfing |